# Misa del padre Cabañuelas
Misa del padre Cabañuelas es una obra de Francisco de Zurbarán, perteneciente a una serie de ocho pinturas de este pintor, en la sacristía del Real Monasterio de Santa María de Guadalupe. 

## Introducción
La presente obra fue realizada por Zurbarán en 1638 —con gran esmero— para demostrar su capacidad de realizar temas inéditos.En febrero de 1639 se le encargaron a Zurbarán otros siete lienzos para la sacristía del monasterio de Guadalupe. El contrato para dichas obras fue firmado en Sevilla el 2 de marzo de 1639, entre el pintor y Fray Felipe de Alcalá, representante del prior de Guadalupe.

## Tema de la obra
Pedro de las Cabañuelas, o Pedro de Valladolid —el quinto prior del Monasterio de Guadalupe— aunque era muy devoto, dudaba de la presencia real del cuerpo y de la sangre de Cristo en la hostia durante la eucaristía. Dios resolvió sus dudas, gracias a un prodigio acaecido mientras oficiaba una misa. Una nube oscura cubrió el altar, de forma que Cabañuelas no podía ver la hostia ni el cáliz. La nube se fue esclareciendo, revelando una hostia en una patena, milagrosamente suspendida sobre el cáliz.

## Descripción de la obra

#### Datos técnicos y registrales
- Pintura al óleo sobre lienzo, 290 x 222 cm;
- Datación: 1638;
- Firmado y fechado abajo a la izquierda en una cartela: Franco dezurbarán/faciebat 1638;
- Inscripción: TACE QVOD VIDES ET INCEPTVM PERFICE (Calla lo que ves y acaba lo que has empezado)
- Restaurado en 1965-1966 en el ICR de Madrid;
- Catalogado por Odile Delenda con el número 140 y por Tiziana Frati con el 278.[4]

### Análisis de la obra
La composición —ordenada por diagonales paralelas— relata fielmente el prodigio. Pedro de Cabañuelas aparece arrodillado y en éxtasis. Su casulla, estola y manípulo son de seda rosada. Sobre la casulla, lleva una gran banda bordada, y debajo una alba del color blanco característico de Zurbarán. La abertura de la casulla ocupa el centro geométrico de la composición. La nube que cubre el altar es disipada por la oración del sacerdote, revelándose una hostia en una brillante patena, sobre el cáliz. Encima del oficiante, un texto en letras doradas le ordena terminar la misa sin contar a nadie el milagro.
Como en muchas obras de Zurbarán, en ésta se aprecia un doble interés pictórico: hacia lo sobrenatural y hacia la realidad inmediata, que es evidente en la alfombra, la orfebrería y en los bordados.El acólito —ajeno al prodigio— es representado como un hombre rústico, con fuertes manos de campesino, siendo su rostro un verdadero retrato, quizás el de fray Felipe de Alcalá. En las nubes se vislumbran angelotes de color dorado. El altar está recubierto con un mantel blanco con bordes de encaje, sobre el cual reposan dos brillantes palmatorias que enmarcan un cáliz, formando un magnífico bodegón.

## Procedencia
1. Ha permanecido siempre in situ, en la sacristía del Real Monasterio de Santa María de Guadalupe,